# Odd Sørli
Odd Sørli, född 29 november 1954 i Köpenhamn i Danmark, är en norsk alpin skidåkare. Han representerade Oppdal IL på klubbsidan. Han tävlade för Norge vid olympiska vinterspelen 1976,  1980 och 1984.
Han blev norsk mästare åtta gånger, varav fyra gånger i slalom (1975, 1978, 1981 och 1982) samt fyra gånger i storslalom (1975, 1979, 1980 och 1985).